# Aliceville (Alabama)
Aliceville ist eine Stadt (englisch city) im Pickens County des US-Bundesstaats Alabama mit 2177 Einwohnern (2020). 2000 waren noch 81 Einwohner mehr gemeldet. Dies entspricht einem Bevölkerungsrückgang von 3,2 Prozent. Die Gesamtfläche des Ortes beträgt 11,7 km². Während des Zweiten Weltkriegs befand sich das Camp Aliceville hier. Heute befindet sich rund 4 km nördlich von Aliceville ein Frauengefängnis.

## Geografie und Klima
Aliceville liegt im Westen Alabamas im Süden der Vereinigten Staaten, etwa zwölf Kilometer östlich der Grenze zu Mississippi.
Nach der Klimaklassifikation nach Köppen handelt es sich bei dem Klima in Aliceville um humides, subtropisches Klima (cfa).
|                        | Jan  | Feb  | Mär  | Apr  | Mai  | Jun  | Jul  | Aug  | Sep  | Okt  | Nov  | Dez  |   |      |
| Mittl. Temperatur (°C) | 5,5  | 7,7  | 11,9 | 16,7 | 21,2 | 25,4 | 27,1 | 26,6 | 23,7 | 17,2 | 11,6 | 7,1  | ⌀ | 16,8 |
| Mittl. Tagesmax. (°C)  | 11,8 | 14,3 | 19,1 | 24   | 28,1 | 31,9 | 33,1 | 32,9 | 30,3 | 24,8 | 18,7 | 13,5 | ⌀ | 23,6 |
| Mittl. Tagesmin. (°C)  | −0,5 | 0,8  | 4,9  | 9,4  | 14,2 | 18,9 | 21   | 20,4 | 17,1 | 9,7  | 4,6  | 0,7  | ⌀ | 10,1 |
|                        |      |      |      |      |      |      |      |      |      |      |      |      |   |      |
| Niederschlag (mm)      | 139  | 134  | 149  | 133  | 97   | 97   | 118  | 84   | 87   | 80   | 112  | 121  | Σ | 1351 |
|                        |      |      |      |      |      |      |      |      |      |      |      |      |   |      |
| Regentage (d)          | 9    | 8    | 8    | 7    | 7    | 7    | 8    | 6    | 5    | 5    | 7    | 8    | Σ | 85   |

| −0,5 |

| 0,8 |

| 4,9 |

| 9,4 |

| 14,2 |

| 18,9 |

| 21 |

| 20,4 |

| 17,1 |

| 9,7 |

| 4,6 |

| 0,7 |

| −0,5 |

| 0,8 |

| 4,9 |

| 9,4 |

| 14,2 |

| 18,9 |

| 21 |

| 20,4 |

| 17,1 |

| 9,7 |

| 4,6 |

| 0,7 |

| N i e d e r s c h l a g | 139 | 134 | 149 | 133 | 97  | 97  | 118 | 84  | 87  | 80  | 112 | 121 |
|                         | Jan | Feb | Mär | Apr | Mai | Jun | Jul | Aug | Sep | Okt | Nov | Dez |

## Bevölkerungsstatistik
Bei der Volkszählung aus dem Jahr 2010 hatte Aliceville 2486 Einwohner, die sich auf 1012 Haushalte und 630 Familien verteilten. 74,9 % der Bevölkerung waren afroamerikanisch, 22,6 % weiß. In 22,8 % der Haushalte lebten Kinder unter 18 Jahren. Das Durchschnittseinkommen betrug 21.754 Dollar pro Haushalt, wobei 44,6 % der Bevölkerung unterhalb der Armutsgrenze lebten.

## Geschichte
Die Stadt wurde von John Taylor Cochrane gegründet. Er benannte sie nach seiner Frau Alyce Searcy Cochrane.
Während des Zweiten Weltkrieges befand sich das Kriegsgefangenenlager Camp Aliceville in Aliceville. In ihm lebten etwa 6.000 deutsche Kriegsgefangene. Die meisten waren in Afrika gefangen genommen worden und hatten im Afrika Korps gedient. Das Lager wurde zwischen dem 2. Juni 1943 und dem September 1945 betrieben. Die Gefangenen waren auf dem St. Louis – San Francisco Railway nach Aliceville transportiert worden.
2013 wurde ein Frauengefängnis eröffnet. Es hat 1433 Insassinnen. Das Gefängnis wurde im Februar 2016 durch einen Tornado leicht beschädigt.

## Verkehr
Vom Westen in den Osten der Stadt verläuft die Alabama State Route 17, vom Norden in den Süden die Alabama State Route 14. Etwa 28 Kilometer nordöstlich besteht Anschluss an den U.S. Highway 80, etwa 35 Kilometer südöstlich an den U.S. Highway 43 sowie die Interstates 20 und 59, die hier streckenweise auf gleicher Trasse verlaufen.
Etwa ein Kilometer westlich der Stadt liegt der George Downer Airport, auf dem jährlich etwa 5400 Flugbewegungen getätigt werden.

## Mit Aliceville verbundene Persönlichkeiten
- Walter Jones (* 1974), Footballspieler, geboren in Aliceville
- Walter Büttner (1907–1990), deutscher Puppenspieler, Kriegsgefangenschaft in Aliceville
- Wilhelm Koch-Hooge (1916–2004), deutscher Schauspieler, Kriegsgefangenschaft in Aliceville